# Yanomami
Yanomami (Chiriana, Yanonámi, Yanoama).- Indijanski narod u području Venezuele i Brazila koji se sastoje od četiri glavne grupe i više manjih satelitskih plemena, Xirianá (Shiriana, Chiriana, Casapare, s: Paramitaria, Aikomterí, Aiwaterí, Ocomatairi); Samatari {s: Samatari (Shamatairo), Paravori, Pakidái, Surára, Yauari, Araraibo, Yawani, Uaca}; Waiká (s Waica ili Oayca, Guadema, Karime ili Shauari, Paucosa, Pusuraku, Paraitirí ili Paquiri); i Sanuma ili Guaharibo {s: Sanemá (Haratari, Guaharibo), Pubmatari (Uárema), Nabudib, Chantari};  ostali: Taclaudub.
Yanomami govore više-manje srodnim jezicima, ekonomski, politički i socijalno su slični. Naseljavaju kraj oo 0-5 stupnja sjeverne dužine i 62 i 65 stupnja i 30 minuta zapadne širine, uglavnom uz rijeke Paragua, Ventuari, Padamo, Ocamo, Novaca i Orinoco u Venezueli, i duž Uraricuera, Catrimani, Dimini i Araca u Brazilu. Na sjeverozapadu u polukrugu su im susjedi Karibi, njihovi neprijatelji Maquiritare, a na jugozapadu plemena Arawaka. -Jezično pripadaju porodici Chirianan. 

## Život i običaji
društvo
Stalna naselja Yanomama sastoje se od kružnih koliba (zvane shabano) raspoređenih oko središnjeg prostora. Ova naselja često su zaštićena palisadama. Selo je temeljna socio-politička jedinica koja se sastoji od više proširenih obitelji. Svako selo ima vlastitog poglavicu ('headman'), odnosno 'pata'. Boravište Yanomama isprva je matrilokalno, za koje vrijeme on je na ispomoći ženinoj obitelji, kasnije prelaze kod muževe obitelji. U slučaju da muž umre, udovica se ponovno udaje za njegovog brata, a ako nema brata ili braće, ona se može nakon godinu dana preudati za nekog drugog suplemenika. Poliginija je kod Yanomama uobičajena, sororalna učestalo. Sve Yanomami grupe, kao i susjedni Karibi, imaju razgranat sistem srodstva, terminologije slične irokeškoj (Irokezi). Klanovi i fratrije (bratstva) kod njih nisu opažene. Sistem srodstva Yanomama proučio je Chagnon (1971). 
šamanizam i pogrebni običaji
Yanomami imaju bogato razvijenu mitologiju; postoji vjerovanje u nadnaravna bića i duhove. Prema njima svaki čovjek ima 4 duše. Jedna od njih je buhii (‘duh’), koja se nakon smrti vraća u borebo, gdje žive duše mrtvih. Tu je i Noreshi, vrsta duha ili duše iz džungle od koje kada uđe u tijelo čovjek oboli. Šamanizam je dobro razvijen. Šaman uspostavlja kontakt s duhovima uz pomoć halucinogenih droga. On liječi oboljele uz pomoć prijateljskih duhova ‘hekira’ (prema Migliazzi; 1972.). Kod Yanomama šaman može postati svatko tko to želi, u što ga upućuje stariji šaman. Ipak je zamijećeno tek nekoliko ljudi u nekom selu koji se bave ovim poslom. 
Poslije smrti tijelo pale a preostale kosti stuku u prah koji se poslije konzumira od strane ožalošćenih. Ova praksa je učestala kod svih Yanomama.

## Izolirane skupine
- vidi Moxi hatëtëma thëpë.

## Vanjske poveznice
- The Shiriana dialect of Yanam (northern Brazil)[neaktivna poveznica]
- Society-YANOAMA  Arhivirana inačica izvorne stranice od 22. lipnja 2012. (Wayback Machine)
- Investigaciones psicogenéticas de criminología primitiva entre los Yanoama de la cuenca amazónica